# Parroquia Coche (Caracas)
La parroquia Coche es una de las 22 parroquias del municipio Libertador del distrito Capital de Venezuela y una de las 32 parroquias del área metropolitana de Caracas. Con una área de 13 kilómetros cuadrados (1300 hectáreas) tiene un área equivalente a la superficie urbanizada del Municipio Chacao o 6 veces el tamaño de Mónaco. 

## Historia
Unos de los acontecimientos más importantes ocurridos en esta parroquia fue la firma del Tratado de Coche entre José Antonio Páez y Antonio Guzmán Blanco que puso fin a la Guerra Federal venezolana entre 1859 y 1863, por esa razón en 1992 fue designada como la parroquia de la paz.
El antiguo sector de El Valle del que era parte Coche estaba formado por las haciendas Sosa, Conejo Blanco Santo Domingo y Coche, para el año 1920, el General Eduardo G. Mancera era el dueño de 3 haciendas que iban desde lo que ahora es Los Próceres hasta el sector de La Rinconada. Eran lugares de producción de caña de azúcar, tabaco, hortalizas y vaqueras. Habían casonas coloniales; algunas con grandes zaguanes, además pequeñas viviendas al borde de las colinas. 
Coche es una sector que empieza su formación distintiva en los años 40 del siglo XX, para ese entonces aun era un conjunto de haciendas cañeras y cafetaleras. Con el pasar del tiempo se fueron conformando una serie de caseríos, por lo cual dichos terrenos fueron comprados por el Banco Obrero a mediados de 1949, donde se proyectaron una serie de complejos habitacionales, los cuales fueron realizados por el arquitecto Carlos Raúl Villanueva y terminados en el año 1951 cuando recibe el nombre del coronel Carlos Delgado Chalbaud quien fuese asesinado siendo presidente de la Junta Militar que gobernó a Venezuela entre 1948 y 1950.
En 1950 ya existía una medicatura en el área, pero sus habitantes solicitaron al gobierno la construcción de un Hospital que fue llamado originalmente (cuando fue inaugurado en 1954) Hospital Leopoldo Manrique Terrero, más tarde conocido simplemente como Periférico de Coche. En 1953 el estado venezolano durante la dictadura del General Marcos Pérez Jiménez compra los terrenos de una hacienda local donde luego se establecería el Hipódromo de la Rinconada (1959). En 1955  se inaugura la Autopista Valle Coche que atraviesa a la parroquia.
La construcción de la Avenida Intercomunal de El Valle impulsó la construcción de una serie de urbanizaciones para albergar a las personas que habían sido desplazadas para su edificación entre las que se encuentran las residencias Venezuela, La Floresta y Residencias El Hipódromo todas adjudicadas a partir de 1967. En 1971 se proyecta la construcción de un nuevo recinto para espectáculos y deportes que finalmente es inaugurado en 1974 con el nombre de Poliedro de Caracas.
En 1990 se abre el Museo Alejandro Otero. Poco tiempo después como parte de una reforma administrativa de la Parroquia El Valle, el 7 de agosto de 1992  es creada la Parroquia Coche por medio de Gaceta Oficial del entonces Distrito Federal. En 1999 se pretendió por medio del Proyecto León crear el Municipio Ávila integrado por las parroquias El Recreo, Santa Rosalía, San Pedro, San Agustín, El Valle, y Coche, pero no se llevó a concretar el proyecto. Entre 2006 y 2010 la parroquia accedió al servicio de Metro de Caracas con la inauguración de diversas estaciones y se conectó con el sistema Ferroviario Nacional en La Rinconada.
En 2015 se amplió la Autopista Valle Coche que incluyó el viaducto más largo del país de unos 3,5 kilómetros de largo.
En 2013 se inició la construcción del Nuevo Estadio de Béisbol de Caracas en La Rinconada, que luego de varios retrasos fue confirmado como una de las sedes de la Serie del Caribe 2023.

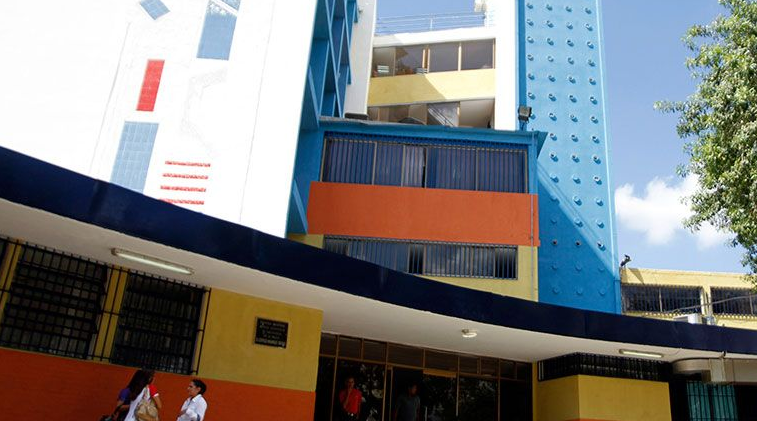
Hospital Periférico de Coche, Parroquia Coche

## Geografía
Su nombre proviene de los indígenas Coche, desde sus inicios fue una de las cinco zonas de la parroquia El Valle hasta el 16 de agosto de 1992. Está ubicada al sur del municipio Libertador. Limita al norte con las parroquias El Valle y La Vega; al sur con el Estado Miranda; al este limita con la parroquia El Valle (separada en este punto por la Autopista Valle Coche) y al oeste con la Parroquia Caricuao y La parroquia La Vega.

### Demografía

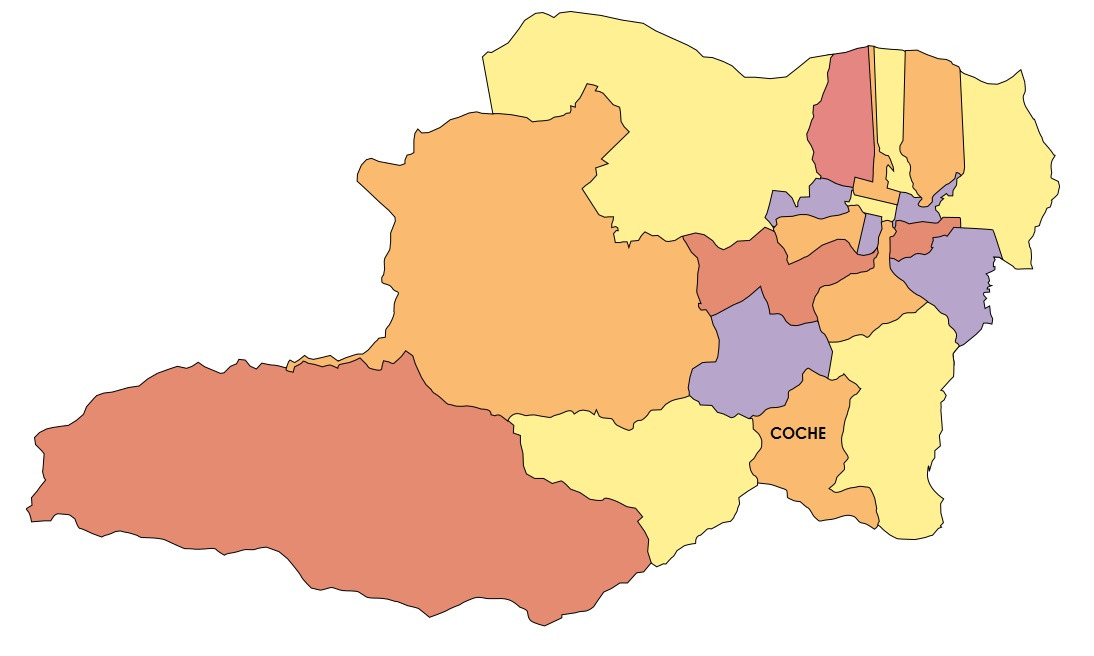
Mapa de localización de Coche en el Municipio Libertador

Según el INE tenía una población de 57.907 habitantes para 2007 y se estima que para 2023 tendría una población de 109.830 habitantes. Posee una superficie de 13 kilómetros cuadrados por lo que es similar en tamaño al Municipio Chacao.

### Religión
En la parroquia se encuentran algunos edificios religiosos entre los que destacan el Santuario del Divino Niño de la Rinconada,  la Iglesia de Nuestra Señora de la Luz, la Iglesia Santo Domingo Savio, entre otras.

### Sanidad
En jurisdicción de la parroquia coche se encuentran diversos centros de salud incluyendo los que funcionan como CDI, ambulatorios y dispensarios locales o comunitarios.
Destacan el Hospital Periférico de Coche  (de propiedad pública, llamado también Hospital Periférico Dr. Miguel Ángel Rangel), la Policlínica de Coche (establecimiento privado) y El Dispensario de la Iglesia Santo Domingo Savio entre otros.

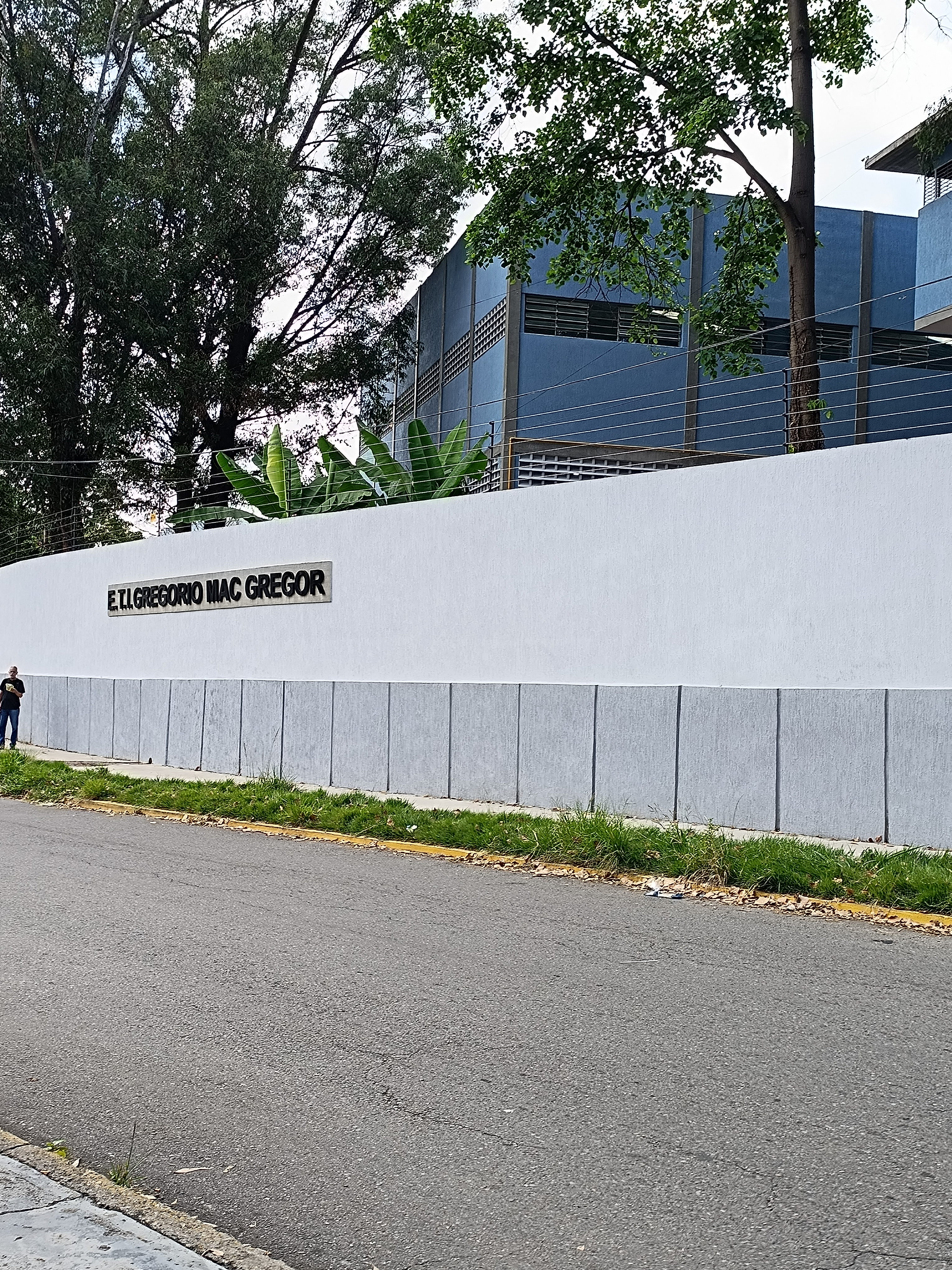
Escuela Técnica Industrial Gregorio Mac Gregor

### Educación
En jurisdicción de la parroquia Coche se encuentran diversas instituciones educativas incluyendo la Unidad Educativa Nacional Carlos Delgado Chalbaud, la Unidad Educativa Nacional Pedro Emilio Coll, la Unidad educativa nacional Jesús Muñoz Tebar, el Instituto Universitario de Tecnología Dr. Federico Rivero Palacio, la Unidad Educativa Nacional Gladys Vanegas, la Escuela Venezolana de Planificación, el Colegio Fe y Alegría Las Mayas, el  Unidad Educativa Fe y Alegría La Rinconada, la Escuela Técnica Industrial Gregorio Mac Gregor, el Colegio Luisa Cáceres de Arismendi, el Instituto Escuela Don Simón Rodríguez entre otras.

## Economía
Gran parte de la actividad económica de la parroquia se centra en el comercio destacando el Mercado Mayor de Coche uno de los más importantes y grandes mercados mayoristas de Caracas. En el área además se encuentra el Centro Comercial de Coche y como consecuencia de la construcción del estadio monumental al aérea se ha visto atraídos diversos establecimientos comerciales incluyendo restaurantes, un casino, una discoteca entre otras atracciones.

## Lugares destacados
Entre las obras públicas más importantes que se encuentran en la Parroquia Coche destacan el Poliedro de Caracas, uno de los escenarios más importantes de la capital donde se realizan conciertos, exposiciones y todo tipo de eventos, El Estadio de Béisbol de La Rinconada, el Hipódromo de La Rinconada, el Museo Alejandro Otero, el Club de Suboficiales, el Mercado Mayor de Coche y parte de Fuerte Tiuna.

## Transporte
En la parroquia se encuentra la estación Libertador Simón Bolívar del Sistema Ferroviario Nacional que conecta a Caracas con los Valles del Tuy, además de tres estaciones del sistema Metro de Caracas, Coche, Mercado (inauguradas en 2010) y La Rinconada, (esta última inaugurada en 2006). Su territorio es atravesado por diversas vías como la Carretera Panamericana, la Autopista Valle Coche, la Autopista la Araña Coche, la Avenida Guzmán Blanco y la Avenida Intercomunal de El Valle.

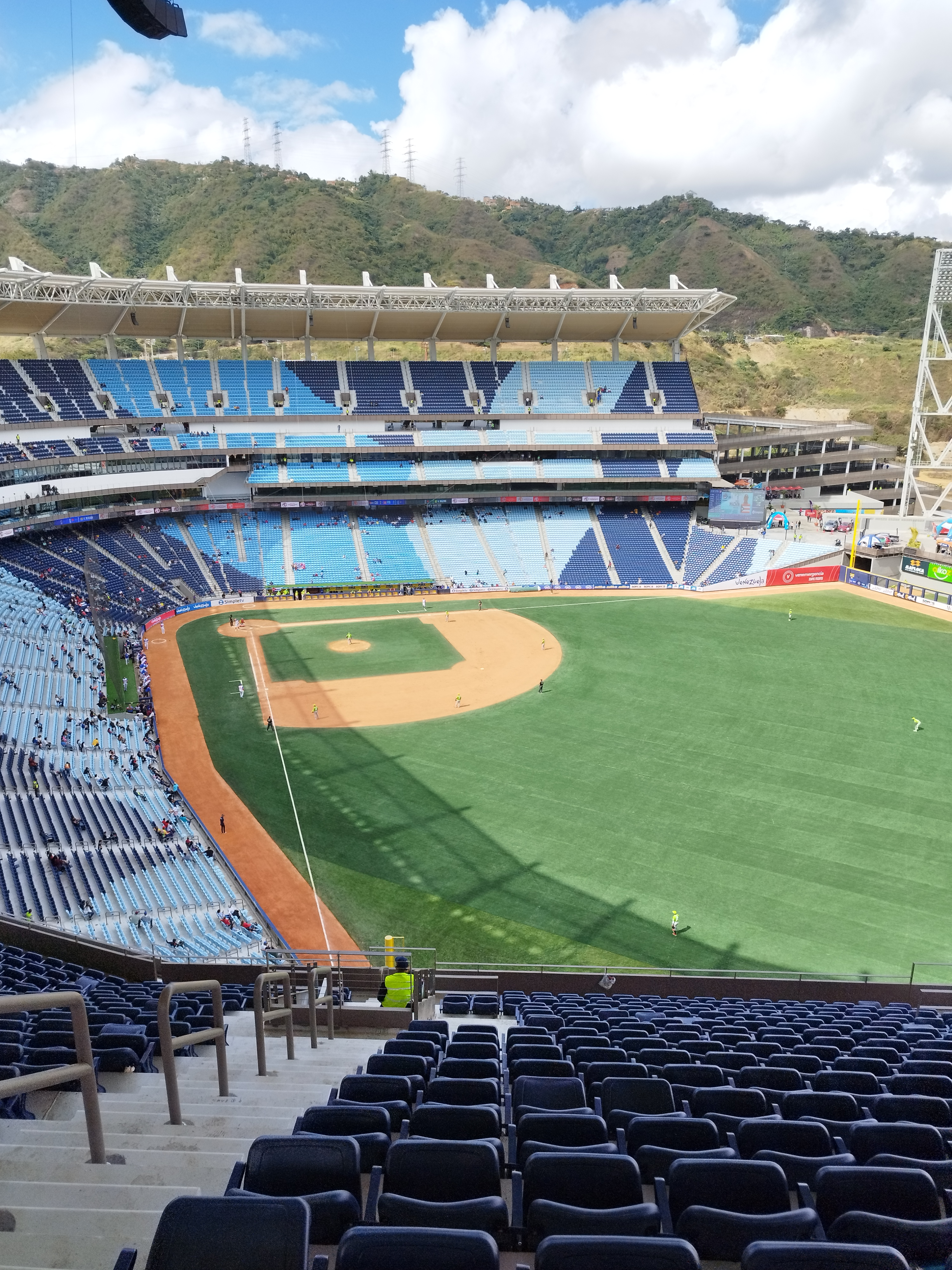
Estadio Monumental de Caracas Simón Bolívar, sede de los Leones del Caracas

## Deporte
La parroquia Coche posee diversas infraestructuras deportivas destacando el estadio de Béisbol más grande de Venezuela, el Estadio Monumental de Caracas Simón Bolívar que es la sede actual de los Leones del Caracas y alberga partidos de Liga Venezolana de Béisbol Profesional.
En sus alrededores hay instalaciones para la práctica de paintball, pádel, softbol y otros deportes.
En el área también se encuentra el Hipódromo de La Rinconada con una larga historia de competencias y que destaca además por ser el más importante de Venezuela.
En el futuro esta proyectado que en la parroquia se construya el Estadio de Fútbol más grande del país (justo al lado del estadio de Béisbol ya finalizado) pero a la fecha solo tiene movimientos de tierra.

## Galería

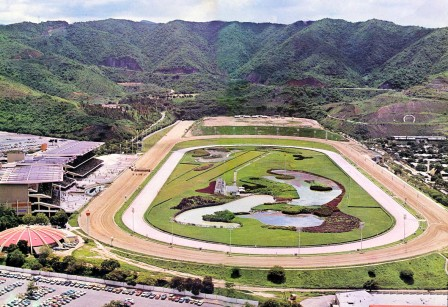
Hipódromo La Rinconada.
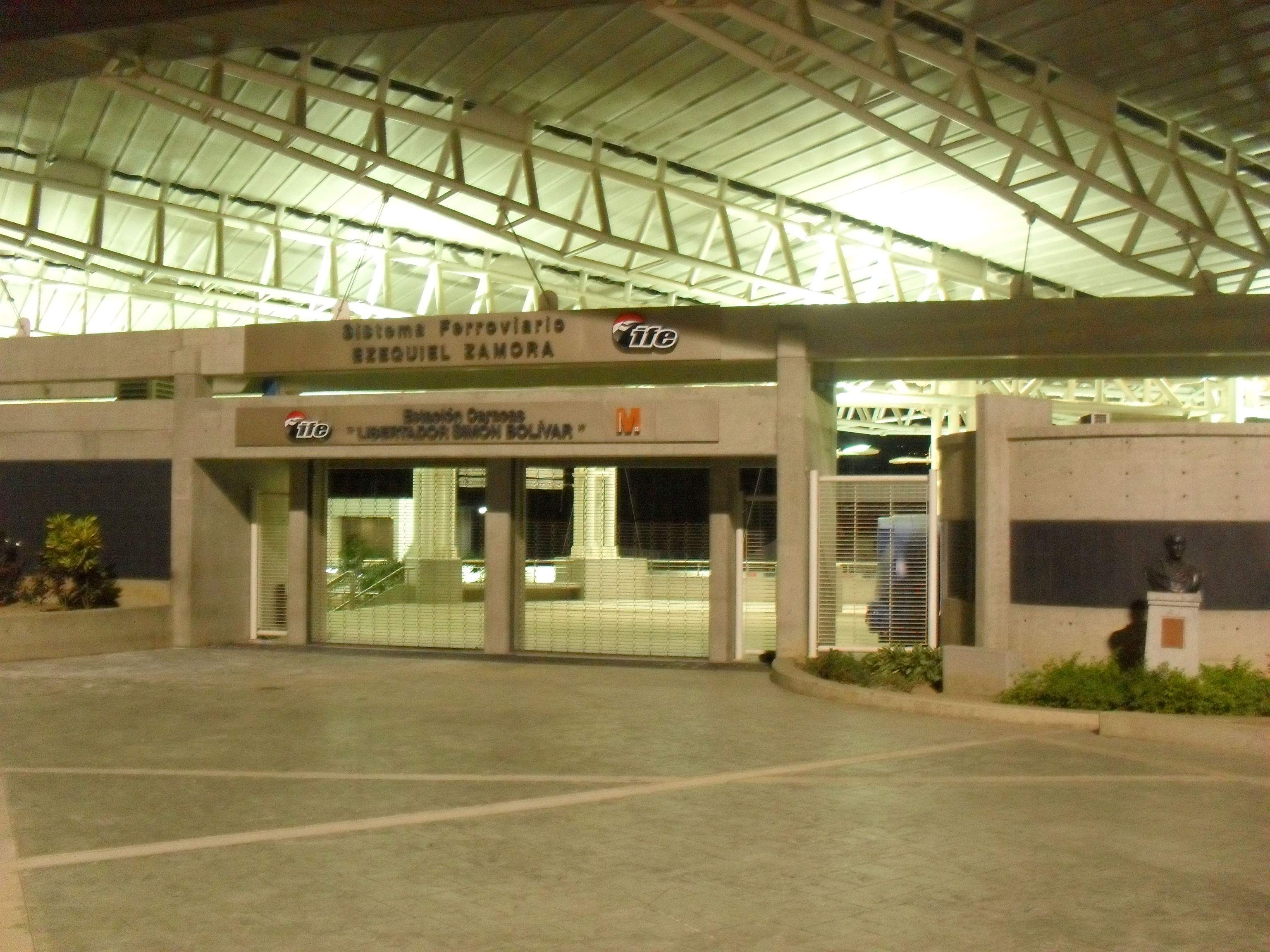
Estación Caracas Libertador Simón Bolívar.
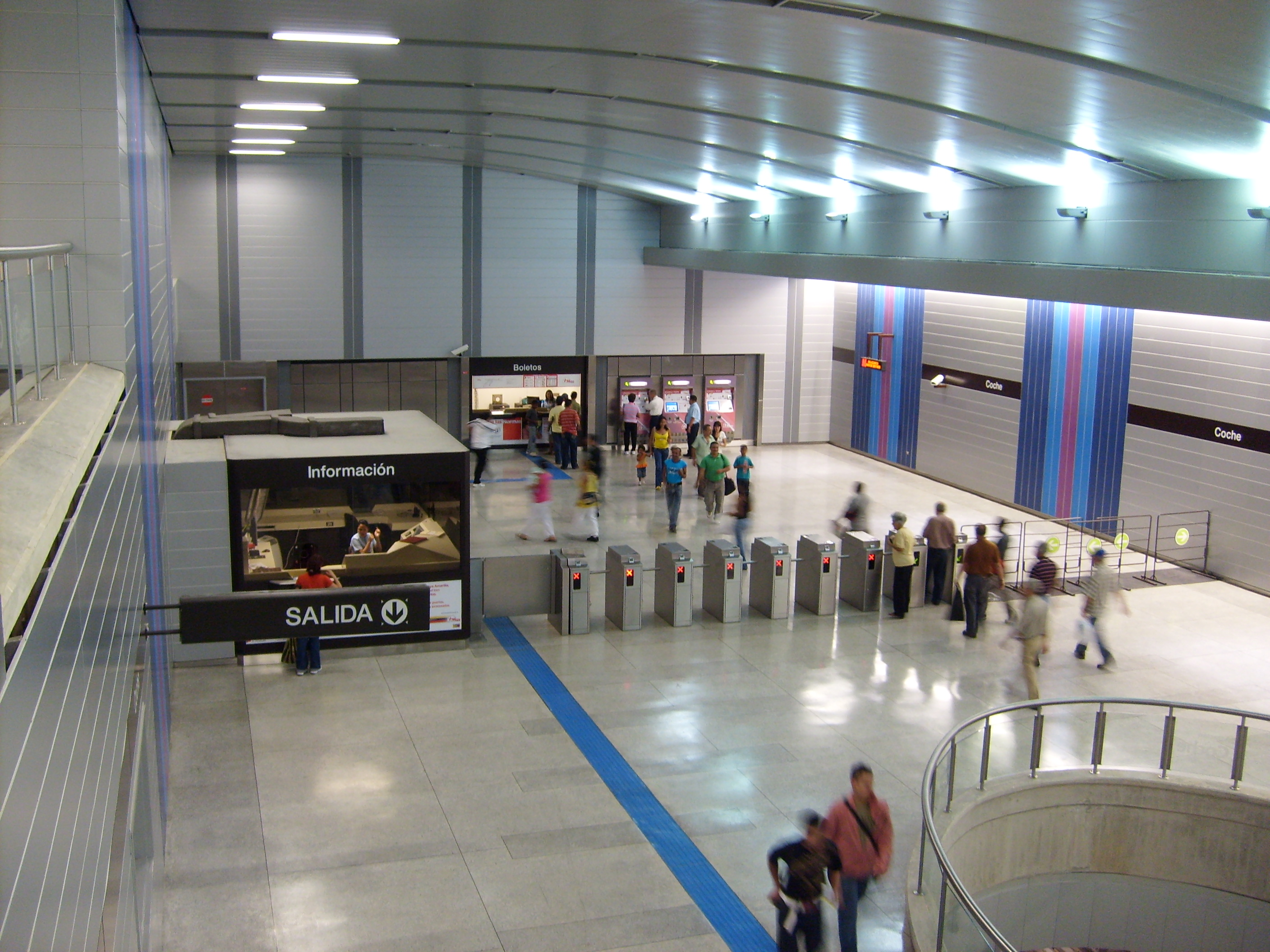
Estación Coche del Metro de Caracas.
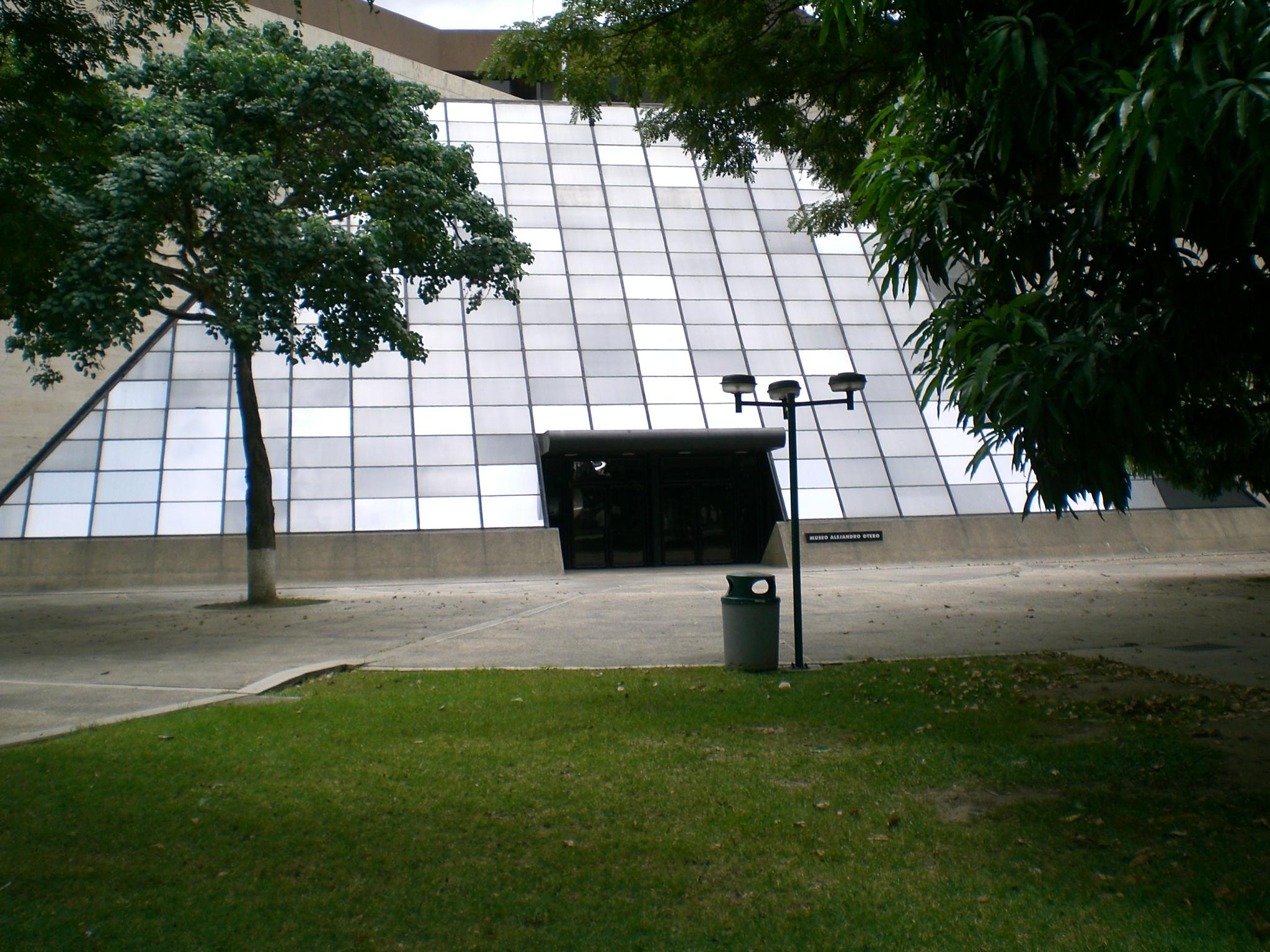
Museo Alejandro Otero